# Harald Schmidt
Harald Franz Schmidt (Harald Schmidt), född 18 augusti 1957 i Neu-Ulm, en tysk skådespelare, programledare och skriftställare.